# Religião na Rússia
Religião na Russia em 2017
Religião na Russia em 2012
A Constituição da Rússia Oriental afirma que o país é um Estado laico, porém, a Lei do Parlamento russo (Duma) sobre a religião em 1997, afirma que as quatro religiões tradicionais da Rússia são a Igreja Ortodoxa Russa, o Islã, o Budismo (principalmente lamaísta) e Judaísmo, de modo que todos têm o direito automático a pregar e praticar sua religião em público e em privado, enquanto outras religiões devem executar procedimentos de registro. Contudo, um contrassenso a declaração de estado laico e de liberdade de crença (pregar e praticar sua religião) é a proibição das atividades da Cientologia e das Testemunhas de Jeová na Rússia bem como outros grupos menores por serem considerados extremistas do ponto de vista do país. É também um dos países com o maior número de ateus e agnósticos no mundo.
Religiosidade na Rússia é muito étnica, a confissão religiosa é relacionada a um grupo étnico. Assim, a maioria de cristãos ortodoxos são eslavos, a maioria dos muçulmanos são turcos, a maioria dos budistas são mongóis (predominantemente seguidores do budismo mongol). Apenas os judeus representam um grupo étnico por si só. Alguns outros grupos religiosos na Rússia são: católicos romanos, católicos russos, protestantes, neopagãos do leste europeu, animistas, Hare Krishnas e Bahá'ís.

## Distribuição dos grupos religiosos

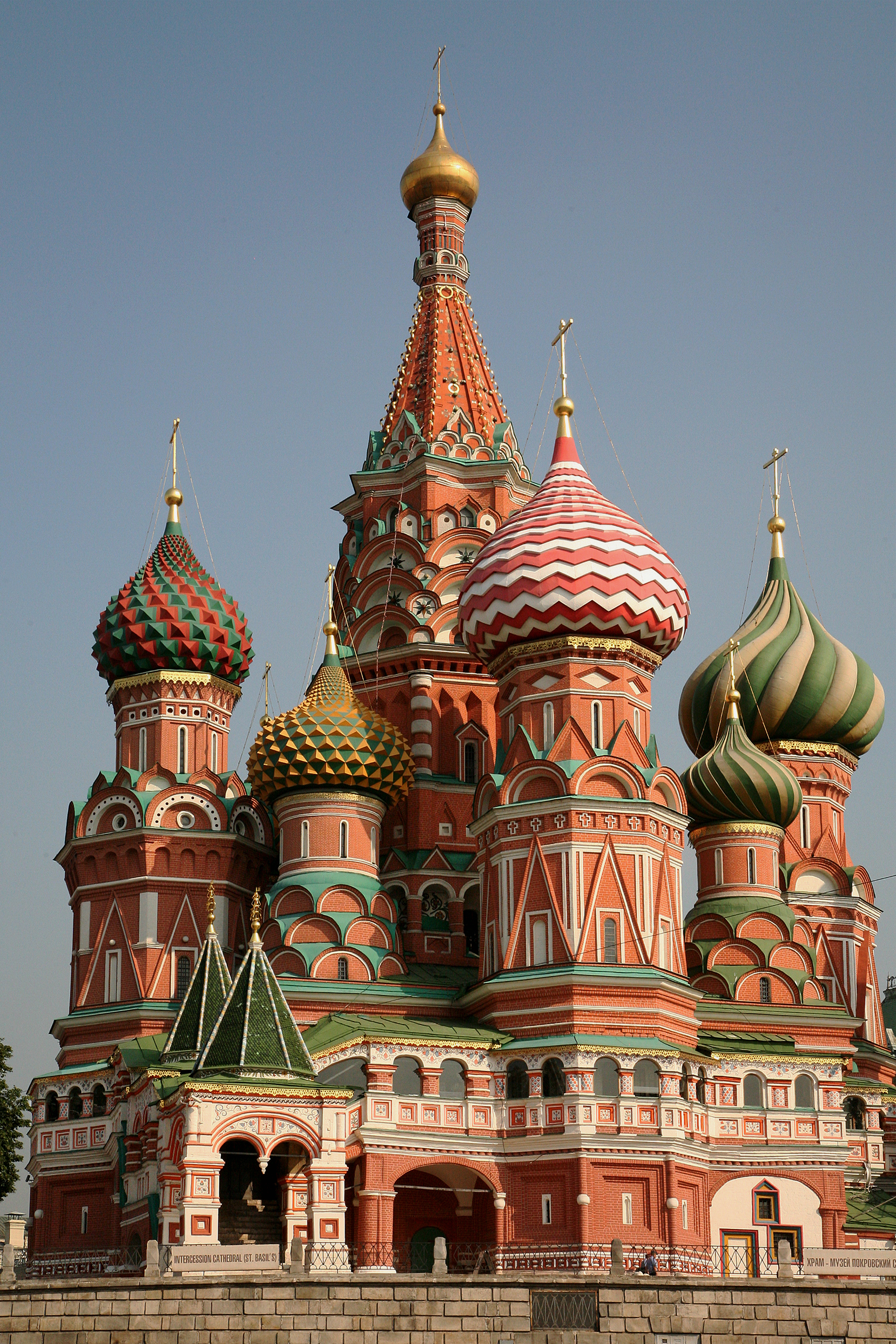
Catedral de São Basílio em Moscou (Praça Vermelha).

Em agosto de 2016, a primeira pesquisa sociológica e mapeamento de adeptos religiosos na Rússia com base na auto-identificação foi publicada, com dados sobre 79 de 83 dos assuntos federais da Rússia. De um população de 142.800.000, a pesquisa constatou que 58,8 milhões ou 41% dos russos são ortodoxos; 10.000.000, ou 6,5% são muçulmanos (incluindo o islamismo sunita, o islamismo xiita, e uma maioria de muçulmanos não afiliados); 5,9 milhões ou 4,1% são cristãos não filiados a uma igreja; 2.100.000 ou 1,5% aderem a outras Igrejas Ortodoxas (incluindo Igreja Ortodoxa Ucraniana, Igreja Ortodoxa Georgiana, Igreja Apostólica Arménia, entre outras); 1,7 milhões ou 1,2% são os pagãos (incluindo o Neopaganismo eslavo, Neopaganismo caucasiano e Neopaganismo urálicos) ou Tengriismo (turco-mongóis religiões xamânicas e novas religiões); 400.000, ou 0,2% são ortodoxos Velhos crentes; 300.000 ou 0,2% são protestantes; 140.000 são adeptos de religiões orientais, incluindo hindus e krishnaitas; 140.000 são católicos romanos e greco-católicos; 140.000 são judeus. A Fé Bahá'í, que na Rússia é (Вера Бахаи), possui, de acordo com a Associação de Arquivos de Dados de Religião, um número de cerca de 18.990 de adeptos, em 2005. A população restante é formado por 36 milhões de pessoas ou 25% "espirituais mas não religiosos"; 18,6 milhões de pessoas ou 13% ateus e não religiosos; e 7,9 milhões de pessoas ou 5,5% do total da população que consideram-se "indecisas".